# Костёл Михаила Архангела (Дембно)
Костёл Михаила Архангела в Дембно — готическая деревянная церковь, построенная в XV веке в польском селе Дембно (ныне Новотаргский повят Малопольского воеводства). Вместе с рядом других церквей входит в состав памятника всемирного наследия ЮНЕСКО «Деревянные церкви на юге Малой Польши».
Первый костёл в Дембно, скорее всего, был построен в XIII веке. Нынешняя церковь была сооружена во второй половине XV века на месте храма более ранней постройки. Шатровая колокольня была пристроена в 1601 году. Костёл в Дембно является одним из наиболее хорошо сохранившихся деревянных готических храмов в Польше и рассматривается как достопримечательность Польши международного значения (номинирован на звание одного из семи чудес Польши).
Деревянный костёл построен из лиственницы без единого гвоздя, крепления из деревянных клиньев. Шатровая двускатная крыша покрыта дранкой. В архитектуре сооружения сохраняется связь с народным зодчеством. Пресвитерий костёла ориентирован на восток. Храм сохраняет свою оригинальную структуру, в интерьере сохранилась уникальная позднеготическая трафаретная роспись. В алтаре храма — копия написанной на дереве иконы XIII века (оригинал находится в Вавельском замке в Кракове). Кроме того, в костёле находятся позднеготический триптих начала XVI века, датируемый 1380 годом крест, табернакль начала XIV века, ксилофон XV века. Из-за высокой пожарной опасности в костёл не проведено электричество, изнутри его освещают только маленькие лампадки. На фасаде сохранился консекрационный крест.
Костёл Михаила Архангела в Дембно — старейшая постройка с деревянным полихромным интерьером в Европе. Костёл считается одним из старейших сооружений подобного типа в Польше, после башни костёла Святого Михаила Архангела в Бинарове.